# كتلة العمل الشعبي
كتلة العمل الشعبي هي كتلة نيابية سياسية كويتية بدأت بالتبلور داخل المجلس في عام 1999، وأُعلِن عن تشكيلها رسميًّا داخل مجلس الأمة الكويتي في عام 2001، ولها أعضاء وممثلون في مجلس الأمة، ومن أبرز ما تدعو إليه هذه الكتلة السياسية : الدفاع عن دستور 1962 م، الحفاظ على المال العام، الدفاع عن المكتسبات الشعبية. وتعتبر كتلة العمل الشعبي من أبرز التيارات المعارضة للحكومة، ومن أقوى نوابها تأثيرًا: أحمد السعدون، مسلم البراك ووليد الجري. ومن أبرز إنجازاتها: قانون الرعاية السكنية، قانون أملاك الدولة، الدوائر الخمس (بالتعاون مع التيارات السياسية الأخرى)، شركة الاتصالات الثالثة، بنك جابر الإسلامي (بنك وربه)، شركة الاتصالات الكويتية لخدمات الإنترنت، المستودعات الجمركية وقانون المعاقين.

## الأعضاء
- أحمد السعدون.
- مسلم البراك.
- وليد الجري.
- أحمد الشريعان.
- مرزوق الحبيني.
- محمد الخليفة.
- خالد الطاحوس.
- سالم النملان.
- مشعان العازمي.
- علي الدقباسي (أعلن انسحابه من التكتل).
- عدنان عبد الصمد (أعلن انسحابه من التكتل).
- خالد شخير[1]
- حسن جوهر (أعلن انسحابه من التكتل في حال فوزه بالانتخابات النيابية عام 2008 وهذا ما حدث فعلا).

## المشاركة في انتخاباتمجلس الأمة الكويتي
| تاريخ الانتخابات                          | الرئيس       | عدد المقاعد | +/–                                                      |
| ----------------------------------------- | ------------ | ----------- | -------------------------------------------------------- |
| انتخابات مجلس الأمة الكويتي 1999          | أحمد السعدون | 10 / 50     | تشكّلت في عام 2001، داخل المجلس بصفتها كتلة نيابية معارضة |
| انتخابات مجلس الأمة الكويتي 2003          | أحمد السعدون | 5 / 50      | ▼ 5                                                      |
| انتخابات مجلس الأمة الكويتي 2006          | أحمد السعدون | 9 / 50      | ▲ 4                                                      |
| انتخابات مجلس الأمة الكويتي 2008          | أحمد السعدون | 9 / 50      | 0                                                        |
| انتخابات مجلس الأمة الكويتي 2009          | أحمد السعدون | 2 / 50      | ▼ 7                                                      |
| انتخابات مجلس الأمة الكويتي (فبراير 2012) | أحمد السعدون | 11 / 50     | ▲ 9                                                      |